# Guanarito
Guanarito – miasto w Wenezueli, w stanie Portuguesa, siedziba gminy Guanarito.
Według danych szacunkowych na rok 2011 liczyło 21 912 mieszkańców.